# Station Eupen
Station Eupen is een spoorwegstation langs spoorlijn 49 (Welkenraedt - Raeren) in de stad Eupen.
Het station is het eindstation van de IC-01 verbinding vanuit Oostende. Verder rijden er buiten enkele P-treinen geen passagierstreinen. Het vervolg van de lijn wordt enkel gebruikt voor treinen naar de werkplaats van Rails et Traction in Raeren of bij het omlopen van een locomotief.
Het station is een belangrijke toegangspoort tot de natuurgebieden die zich in de omgeving bevinden. Er kan overgestapt worden op verschillende buslijnen, waaronder de 'Vennliner' (lijn 394), de opvolger van de 'Vennbahn'.
Vanaf 2021 zal perron 1 gerenoveerd worden en komt er aan de overkant een tweede perron. Dit is nodig om het stijgende aantal treinen op te vangen. Er komt ook een onderdoorgang die toegankelijk zal zijn voor personen met een beperkte mobiliteit. Hierdoor zal het station in de toekomst integraal toegankelijk zijn.

## Treindienst
| Serie | Treinsoort       | Route                                                                          | Bijzonderheden |
| ----- | ---------------- | ------------------------------------------------------------------------------ | -------------- |
| IC 01 | Intercity (NMBS) | Eupen – Luik-Guillemins – Brussel-Zuid – Gent-Sint-Pieters – Brugge – Oostende |                |

## Galerij

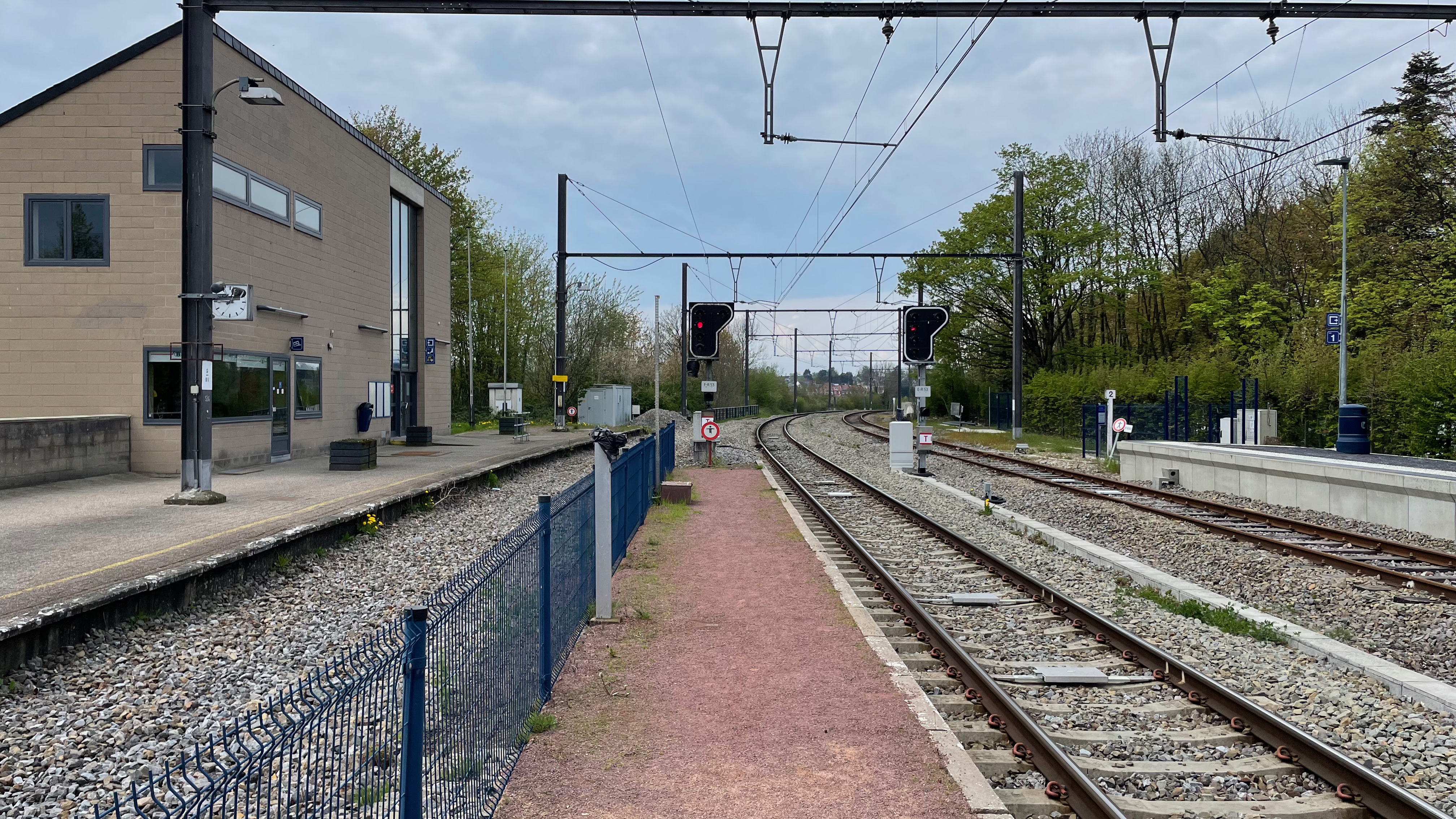
Zicht op het perron
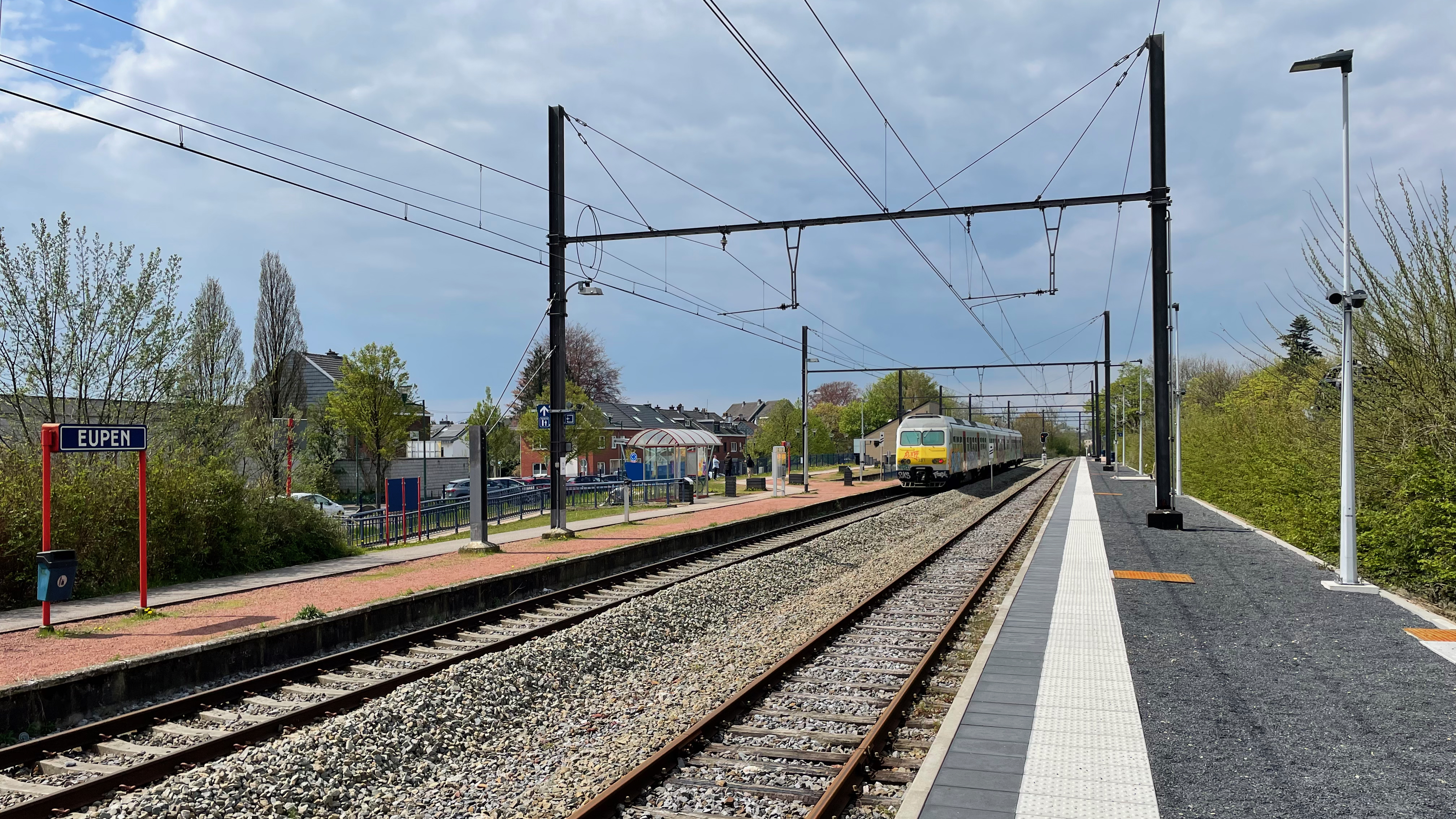
Zicht op de sporen
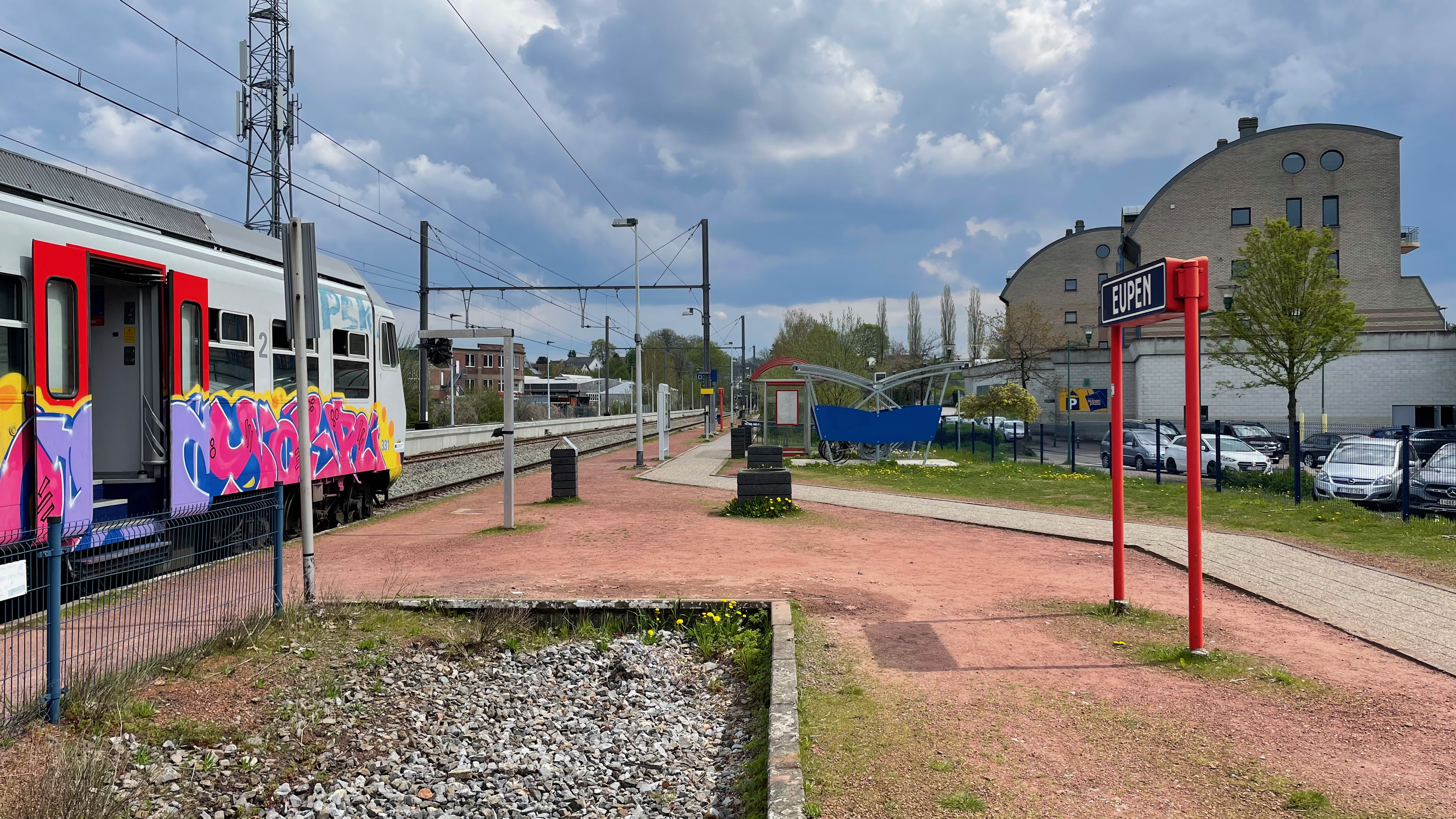
Zicht op het perron
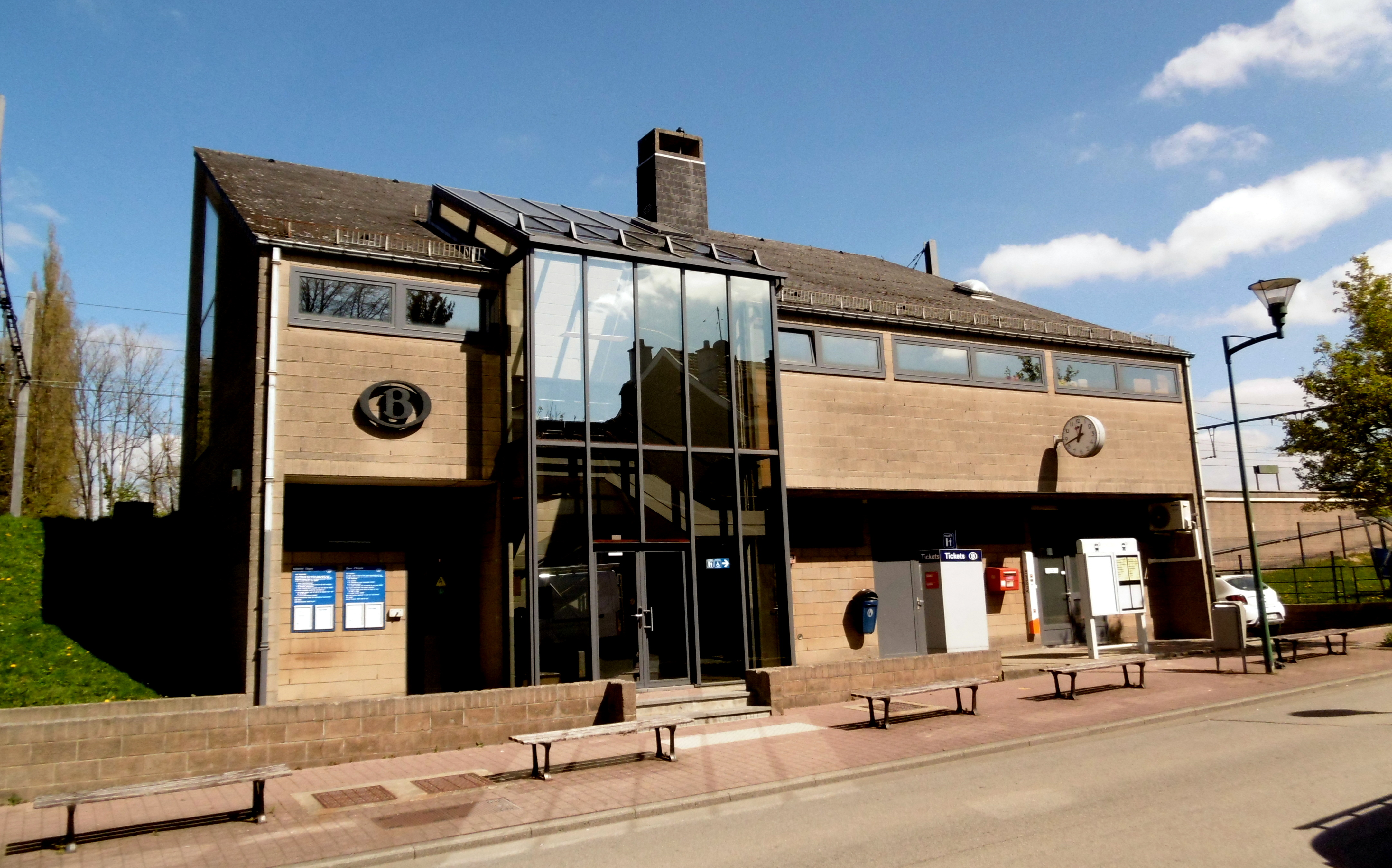
Het stationsgebouw

## Reizigerstellingen
De grafiek en tabel geven het gemiddeld aantal instappende reizigers weer op een week-, zater- en zondag.
| Tabel: aantal instappende reizigers station Eupen | Tabel: aantal instappende reizigers station Eupen | Tabel: aantal instappende reizigers station Eupen | Tabel: aantal instappende reizigers station Eupen |
|                                                   | Weekdag                                           | Zaterdag                                          | Zondag                                            |
| ------------------------------------------------- | ------------------------------------------------- | ------------------------------------------------- | ------------------------------------------------- |
| 1984                                              | 185                                               | 75                                                | 93                                                |
| 1985                                              | 245                                               | 100                                               | 160                                               |
| 1986                                              | 173                                               | 79                                                | 188                                               |
| 1987                                              | 248                                               | 114                                               | 192                                               |
| 1988                                              | 289                                               | 170                                               | 181                                               |
| 1989                                              | 301                                               | 198                                               | 273                                               |
| 1990                                              | 254                                               | 134                                               | 297                                               |
| 1991                                              | 276                                               | 164                                               | 288                                               |
| 1992                                              | 305                                               | 189                                               | 295                                               |
| 1993                                              | 277                                               | 217                                               | 235                                               |
| 1994                                              | 404                                               | 306                                               | 372                                               |
| 1995                                              | 357                                               | 256                                               | 376                                               |
| 1996                                              | 374                                               | 294                                               | 215                                               |
| 1997                                              | 390                                               | 339                                               | 324                                               |
| 1998                                              | 283                                               | 247                                               | 240                                               |
| 1999                                              | 270                                               | 232                                               | 270                                               |
| 2000                                              | 359                                               | 268                                               | 200                                               |
| 2001                                              | 274                                               | 205                                               | 217                                               |
| 2002                                              | 291                                               | 328                                               | 294                                               |
| 2003                                              | 353                                               | 292                                               | 344                                               |
| 2004                                              | 339                                               | 283                                               | 324                                               |
| 2005                                              | 413                                               | 450                                               | 485                                               |
| 2006                                              | 405                                               | 390                                               | 440                                               |
| 2007                                              | 426                                               | 318                                               | 610                                               |
| 2008                                              | -                                                 | -                                                 | -                                                 |
| 2009                                              | 414                                               | 356                                               | 342                                               |
| 2010                                              | -                                                 | -                                                 | -                                                 |
| 2011                                              | -                                                 | -                                                 | -                                                 |
| 2012                                              | 450                                               | 394                                               | 411                                               |
| 2013                                              | 456                                               | 366                                               | 427                                               |
| 2014                                              | 500                                               | 421                                               | 469                                               |
| 2015                                              | 509                                               | 415                                               | 458                                               |
| 2016                                              | 468                                               | 393                                               | 386                                               |
| 2017                                              | 445                                               | 408                                               | 450                                               |
| 2018                                              | 464                                               | 479                                               | 467                                               |
| 2019                                              | 560                                               | 582                                               | 420                                               |
| 2020                                              | 205                                               | 162                                               | 152                                               |
| 2021                                              | -                                                 | -                                                 | -                                                 |
| 2022                                              | 553                                               | 466                                               | 368                                               |
| 2022                                              | 554                                               | 292                                               | 259                                               |
| 2024                                              | 490                                               | 324                                               | 422                                               |

## Buslijnen
| Lijnnummer | Traject                                                    |
| ---------- | ---------------------------------------------------------- |
| 14         | Eupen - Eynatten - Aachen                                  |
| 385        | Eupen - Monschau - Küchelscheid (alleen weekeinde overdag) |
| 394        | Eupen - Büllingen - Sankt-Vith                             |
| 396        | Eupen - Kelmis - Vaals                                     |
| 722        | Eupen - Raeren - Eynatten - Lichtenbusch/Köpfchen          |

0,0: Welkenraedt ·
1,8: Herbesthal ·
5,9: Eupen ·
7,9: Raeren-Rott